# يوهان ياكوب بودمر
يوهان ياكوب بودمر (بالألمانية: Johann Jakob Bodmer) هو كاتب وأديب ألماني ولد 1698 في مدينة جرايفينزيه بالقرب من زيورخ، ومات في عام 1783 في زيورخ. درس بودمر علوم الدين المسيحي، ثم درس في الفترة بين 1725 و1775 التاريخ والسياسة في إحدى المدارس الثانوية في مدينة زيورخ. كان هذا الأديب السويسري على علاقة بكل من كلوبشتوك وفيلاند وجوته. وفي الجدل الذي قام بينه وبين جوتشد أكد بودمر على ضرورة على ضرورة الخيال الخلاق. وأعاد اكتشاف ملحمة نيبلونجن وشعر الغزل وجزء من مخطوطة مانيسيه من جديد. وكان يقدر أعمال الشاعر الإنجليزي ملتون وترجم له العديد منها. وكان بودمر واحداً من مؤسسي ومحرري الصحيفة الأسبوعية الأخلاقية (خطاب الرسامين)، إلا أن أعماله الأدبية التي كتبها لم تكن لها أهمية كبيرة.

## أعماله
- عن تأثير واستخدام طاقة الخيال «Gebrauche der Einbildungskraft und 'Von dem Einfiub» (عام 1727).
- محاولة شرح نقدي للعجيب في الشعر وعلاقته بالإمكان «Poesie und dessen Verbindung mit dem Wahrscheinlichen Critische Abhandlung von dem Wunderbaren in der»

## روابط خارجية
- يوهان ياكوب بودمر على موقع الموسوعة البريطانية (الإنجليزية)
- يوهان ياكوب بودمر على موقع إن إن دي بي (الإنجليزية)